# Brackettville
La ville de Brackettville est le siège du comté de Kinney, dans l’État du Texas, aux États-Unis. Lors du recensement de 2010, elle comptait 1 688 habitants, estimée à 1 674 habitants en 2016, majoritairement Mexicano-Américains.

## Histoire
La ville a été fondée en 1852 sous le nom de Las Moras.

## Démographie
| Groupe            | Brackettville | Texas | États-Unis |
| ----------------- | ------------- | ----- | ---------- |
| Blancs            | 85,1          | 70,4  | 72,4       |
| Autres            | 11,0          | 14,3  | 11,2       |
| Métis             | 1,8           | 2,7   | 2,9        |
| Afro-Américains   | 1,6           | 11,9  | 12,6       |
| Amérindiens       | 0,5           | 0,7   | 0,9        |
| Total             | 100           | 100   | 100        |
|                   |               |       |            |
| Latino-Américains | 75,7          | 37,6  | 16,7       |

Selon l'American Community Survey, pour la période 2011-2015, 66,99 % de la population âgée de plus de 5 ans déclare parler l'espagnol à la maison et 33,01 % l'anglais.
En 2010, la population latino-américaine est majoritairement composée de Mexicano-Américains, qui représentent 70,4 % de la population totale de la ville.